# Liste des fontaines du 2e arrondissement de Paris

Cet article recense les fontaines du 2e arrondissement de Paris, en France.

## Statistiques
Le 2e arrondissement de Paris compte 3 fontaines permettant une alimentation en eau potable (dont une fontaine Wallace grand modèle) et 10 fontaines monumentales dont l'eau n'est pas forcément potable, ni même en activité.
3 fontaines sont protégées au titre des monuments historiques : les fontaines Colbert, Gaillon et de la Reine.

## Liste
| Fontaine                                                                                 | Localisation                                                                    | Coordonnées                 | Auteur(s) | Date      | Illus. |
| ---------------------------------------------------------------------------------------- | ------------------------------------------------------------------------------- | --------------------------- | --- | --------- | ------ |
| Fontaine des Assurances Générales de France                                              | 87 rue de Richelieu                                                             | 48° 52′ 13″ N, 2° 20′ 20″ E | |           |        |
| Fontaine de la Bibliothèque nationale                                                    | 58 rue de Richelieu rue Vivienne (cour intérieure de la Bibliothèque nationale) | 48° 52′ 02″ N, 2° 20′ 19″ E | | 1635      |        |
| Fontaine Colbert                                                                         | 4-6 rue Colbert                                                                 | 48° 52′ 05″ N, 2° 20′ 20″ E | Jean Beausire (architecte)                                                                                   | 1708      |        |
| Fontaine de Diane                                                                        | Rue du Quatre-Septembre                                                         |                             | |           |        |
| Fontaine Gaillon                                                                         | 1 place Gaillon                                                                 | 48° 52′ 09″ N, 2° 20′ 03″ E | Louis Visconti (architecte) Georges Jacquot (sculpteur) Émile Derré (sculpteur) Combette (sculpteur)         | 1828      |        |
| Fontaine Louvois ou Fontaine des fleuves                                                 | 58 rue de Richelieu Square Louvois                                              | 48° 52′ 05″ N, 2° 20′ 15″ E | Louis Visconti (architecte) Jean-Baptiste Klagmann (sculpteur)                                               | 1836–1839 |        |
| Fontaine du Monument aux morts                                                           | 8 rue de la Banque (cour intérieure de la mairie du 2e arrondissement)          | 48° 52′ 01″ N, 2° 20′ 26″ E | Konikovic (architecte)                                                                                       | 1992      |        |
| Fontaine du Passage des Princes                                                          | 5 boulevard des Italiens 97 rue de Richelieu                                    | 48° 52′ 17″ N, 2° 20′ 22″ E | | 1993      |        |
| Fontaine des Petits-Pères Noirs                                                          | Rue du Mail                                                                     |                             | Jean Beausire (architecte)                                                                                   | 1726      |        |
| Fontaine de la Reine ou Fontaine de la Reynie ou Fontaine Greneta ou Fontaine du Ponceau | 142 rue Saint-Denis 28 rue Greneta                                              | 48° 51′ 55″ N, 2° 21′ 02″ E | Jacques-Richard Cochois (architecte) Jean Beausire (architecte) Jean-Baptiste Augustin Beausire (architecte) | 1732      |        |
| Fontaine du square Jacques-Bidault                                                       | Square Jacques-Bidault                                                          |                             | |           |        |
| Fontaine Wallace                                                                         | 6 rue Saint-Spire rue d'Alexandrie                                              | 48° 52′ 06″ N, 2° 21′ 01″ E | |           |        |